# خوان خوسيه سيرانو ماسياس
خوان خوسيه سيرانو ماسياس (بالإسبانية: Juan José Serrano Macías)‏ (3 أكتوبر 1981 في إسبانيا - ) هو لاعب كرة قدم إسباني في مركز الهجوم. لعب مع أتلتيكو مدريد ب وريال خاين ونادي ألكوركون ونادي غرناطة ونادي غوادالاخارا ونادي فييانوفينسي ونادي قادش ونادي كونكينسي ونادي لوغو ونادي ميرانديس ويونيون ديبورتيفا لوغرينييس وUD Lanzarote ‏ وMazarrón CF ‏ وCD Díter Zafra ‏ ونادي ماردة ‏.

## وصلات خارجية
- خوان خوسيه سيرانو ماسياس على موقع قاعدة بيانات كرة القدم.إي يو (الإنجليزية)
- خوان خوسيه سيرانو ماسياس على موقع Soccerway.com (الإنجليزية)
- خوان خوسيه سيرانو ماسياس على موقع AS.com (الإسبانية)